# Amel Melih
Amel Melih, née le 6 octobre 1993 à Lyon, est une nageuse algérienne.

## Biographie
Amel Melih naît à Lyon de parents originaires d'Honaïne en Algérie et commence à nager dès l'âge de quatre ans.
Elle est désignée porte-drapeau de la délégation algérienne lors de la cérémonie d'ouverture des Jeux olympiques de Tokyo 2020 en compagnie de Mohamed Flissi.

## Palmarès
Remarque : les temps affichés correspondent aux temps réalisés en finale.

### Championnats et Jeux africains
| Épreuve      | Épreuve         | Édition              | Édition              | Édition              | Édition              | Édition              | Édition        | Édition              |
| Épreuve      | Épreuve         | Jeux africains 2011  | Afrique 2012         | Afrique 2016         | Afrique 2018         | Jeux africains 2019  | Afrique 2021   | Afrique 2024,.       |
| Nage libre   | 50 m            |                      |                      | Or 26 s 72           | Bronze 26 s 15       |                      | Bronze 26 s 23 | Or 25 s 73           |
| Nage libre   | 100 m           |                      |                      | Or 58 s 28           |                      |                      | Bronze 57 s 58 |                      |
| Nage libre   | 4 x 100 m       | Bronze 4 min 02 s 84 | Bronze 4 min 02 s 67 | Or 4 min 00 s 92     | Bronze 3 min 55 s 65 | Bronze 3 min 58 s 28 |                | Or 3 min 52 s 09     |
| Nage libre   | 4 x 200 m       | Bronze 8 min 57 s 78 | Bronze 9 min 06 s 66 | Argent 8 min 56 s 87 | Argent 8 min 33 s 30 | Bronze 8 min 42 s 75 |                |                      |
| Nage libre   | 4 x 100 m mixte |                      |                      | Bronze 3 min 43 s 32 | Bronze 3 min 40 s 39 | Bronze 3 min 39 s 82 |                | Or 3 min 36 s 92     |
| Dos          | 50 m            | Bronze 31 s 01       |                      | Argent 31 s 08       | Bronze 29 s 67       |                      | Argent 30 s 2  |                      |
| Dos          | 100 m           | Bronze 1 min 07 s 27 |                      |                      |                      |                      |                |                      |
| Papillon     | 50 m            |                      |                      |                      | Bronze 27 s 52       |                      | Bronze 27 s 68 | Or 27 s 14           |
| Quatre nages | 4 x 100 m       | Bronze 4 min 29 s 29 | Bronze 4 min 34 s 61 | Bronze 4 min 38 s 26 | Bronze 4 min 26 s 46 | 4e 4 min 22 s 89     |                |                      |
| Quatre nages | 4 x 100 m mixte |                      |                      | Bronze 4 min 18 s 61 | Argent 4 min 02 s 79 |                      |                | Argent 4 min 01 s 02 |

### Autres compétitions internationales
| Épreuve      | Épreuve         | Édition             | Édition                  | Édition              | Édition             |
| Épreuve      | Épreuve         | Jeux panarabes 2011 | Championnats arabes 2016 | Jeux islamiques 2017 | Jeux panarabes 2023 |
| Nage libre   | 50 m            |                     | Bronze 26 s 94           |                      | Or 25 s 66          |
| Nage libre   | 100 m           |                     |                          |                      | Or 55 s 87          |
| Nage libre   | 4 x 100 m       | Bronze              | Argent 3 min 55 s 18     |                      |                     |
| Nage libre   | 4 x 100 m mixte |                     | Argent 3 min 41 s 01     |                      | Or 3 min 37 s 48    |
| Dos          | 50 m            | Argent              | Or 30 s 49               | Bronze 29 s 58       | Or 29 s 28          |
| Dos          | 100 m           | Or                  | Or 1 min 06 s 23         | Bronze 1 min 04 s 93 |                     |
| Papillon     | 50 m            |                     |                          |                      | Or 27 s 15          |
| Quatre nages | 4 x 100 m       |                     | Argent 4 min 22 s 29     |                      |                     |
| Quatre nages | 4 x 100 m mixte |                     |                          |                      | Or 3 min 59 s 69    |